# R.V. & A.V. Sparta

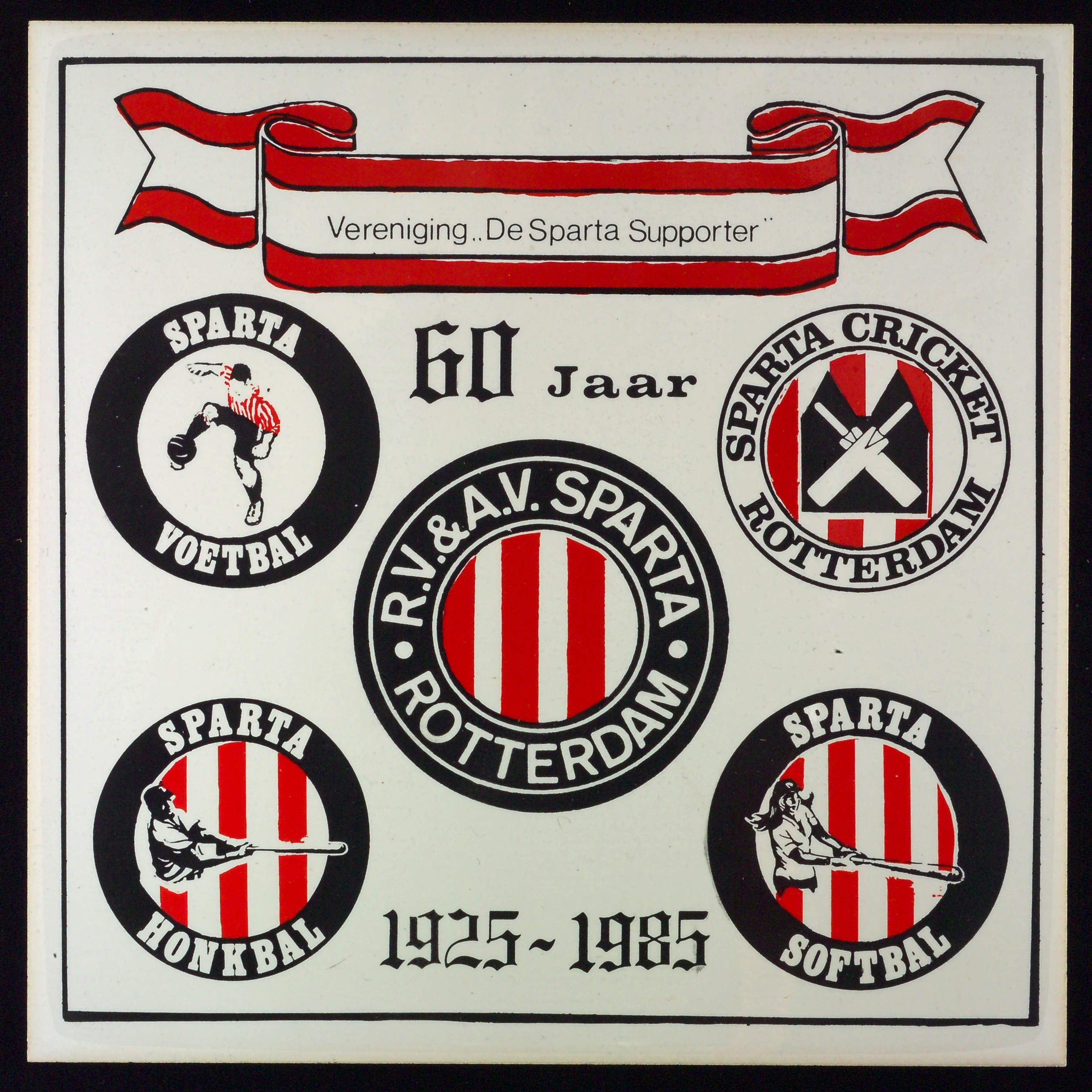
Gedenktegel 60 jaar R.V. & A.V. Sparta Rotterdam, 1985
(collectie Museum Rotterdam)

De Rotterdamse Voetbal en Atletiek Vereniging "Sparta" is een Nederlandse omnisportvereniging, waarvan onder andere de betaaldvoetbalclub Sparta Rotterdam deel uitmaakt.

## Sporten
- voetbal: Sparta Rotterdam; opgericht: 1888
- cricket: Sparta Cricket 1888; opgericht: 1888
- tennis: van 1921 tot 1944
- jeu de boules: Sparta Jeu de Boules; opgericht: 2006
- rugby: Sparta Rugby; opgericht: 2006
- atletiek: van 1889 tot 1926
- honkbal: Sparta; opgericht: 1942
- softbal: Sparta; opgericht: dames 1972, heren 1988

De honk- en softbalafdeling zijn in 1997 gefuseerd met Feyenoord. Sindsdien maken ze geen deel meer uit van de R.V. & A.V. Sparta.

## Wortels
De officiële geschiedenis van de Rotterdamsche Cricket & Football Club Sparta begint op zondagmiddag 1 april 1888. Tussen de ochtenddiensten en de middagdiensten op deze Eerste Paasdag van de Nederlands-hervormde kerk aan de Hoogstraat en de rooms-katholieke kerk aan de voormalige Houttuin wordt in de tuin van het huis van de eerste penningmeester, een pand gelegen aan het voormalige Oostvestplein, Sparta opgericht.
De club werd opgericht door acht leerlingen in de leeftijd van 13 tot 16 jaar. Vijf van hen waren leerlingen van de voormalige H.B.S. aan het Van Alkemadeplein. De resterende drie waren leerlingen van het Erasmiaans Gymnasium aan de Coolvest. De voorloper van de in 1888 niet gedempte Coolsingel. Alle oprichters en de overige eerste leden van Sparta woonden in vier voor-twintigste-eeuwse Rotterdamse wijken, te weten de Stadsdriehoek, Cool, Rubroek en Crooswijk.
De club begon als cricketclub maar nadat de jongens een geschikte bal geschonken kregen, hielden ze zich vanaf juli 1888 ook bezig met de recentelijk uit Groot-Brittannië overgewaaide voetbalsport.
In het eerste jaar speelden de leden van Sparta in hoofdzaak onderlinge wedstrijden. Deze werden tussen de 35-urige lesweek en de hierbij komende 20-urige werkweek in verschillende samenstelling gespeeld bij de Delftsche Poort, bij de brouwerij van Heineken of op het plein van de Grote of Sint-Laurenskerk.
In 1888 bestond de KNVB nog niet. Van een overkoepelende organisatie was geen sprake wat resulteerde in onderlinge uitdagingen die door de clubs naar elkaar verzonden werden. Enkele van deze uitdagingen zijn bewaard gebleven. De eerste uitdaging om een voetbalwedstrijd te komen spelen die Sparta ontving is gedateerd op 28 december 1888, ruim 38 weken na de oprichtingsdatum. De wedstrijd gepland voor 30 december 1888 werd niet gespeeld door onbespeelbaarheid van het veld van de tegenstander.
Vanaf april 1889 vonden de wedstrijden en de oefeningen plaats op een officieel door de wethouder aangewezen terrein ten westen van De Heuvel in Rotterdam-West. In deze periode kreeg Sparta ook het eerste clublokaal, op de Delfshavensedijk, ter beschikking.
Anno 2008 is de vereniging op elf amateurclubs na de oudste voetbalvereniging van Nederland.

## Oprichters
De oprichters van Sparta
- J.H.M. Claus
- H.F.B. Cokart
- H.C. Dupont
- C.W. van den Ende
- J. Harteveld Hoos
- A.Th. La Verge
- B. Visser
- J.F. de Vogel

## R.C. & F.C.
De in de oprichtingsakte genoemde naam Rotterdamsche Cricketclub “Sparta” geeft aan dat de vereniging naast het voetbal vanaf het begin een zomersport beoefend heeft.
Men speelde zoals uit de naam blijkt eerder cricket dan voetbal. Toen de vereniging in juli 1888 een voetbal kreeg geschonken, werd de naam van de vereniging direct veranderd in de Rotterdamsche Cricket & Football Club “Sparta”.
Sparta richtte in 1894 de Rotterdamse Voetbalbond op. Sparta wilde in navolging van eerdere ontwikkelingen in Engeland in 1896 beginnen met het aanbieden van de voetbalsport aan dames. Een ontwikkeling die in slechte aarde viel bij het toenmalige bestuur van de bond. Zij verboden de georganiseerde wedstrijd tegen de English Ladies Footballclub.

## R.V. & A.V.
De afdelingen voetbal voor senioren, junioren en veteranen zijn vanaf de statutaire naamswijziging op 16 januari 1897 samen met de afdeling Atletiek en de afdeling Cricket onderdeel geweest van de opvolgende rechtspersoon Rotterdamsche Voetbal & Atletiek Vereniging “Sparta”.
Atletiek heeft de vereniging, met een pauze van enkele jaren, beoefend vanaf 1889 tot 1926. Sinds 1972 kent de vereniging een afdeling zaalvoetbal. De afdeling betaald voetbal splitst zich onder de naam Stichting Sparta Rotterdam af op de ledenvergadering van 14 juni 1976.

## Sporten uit de latere tijd
De tennissport is door Spartanen beoefend vanaf het jaar 1921. Sparta is in 1942 begonnen met het spelen van honkbal, gevolgd door de zustersport softbal voor dames in 1972 en het softbal voor heren in 1988.
In 2006 zijn onder de namen “Sparta Cricket 1888”, “Sparta Rugby” en “Sparta Jeu de Boules” drie aparte rechtspersonen opgericht voor de momenteel op het sportpark Couwenhoek in Capelle aan den IJssel spelende takken van sport.
In 2008 zal op Nieuw-Terbregge worden begonnen met het bieden van de mogelijkheid tot het spelen van het voetbalspel aan meisjes.

## Atletiek
Sparta heeft zich vanaf 1889 beziggehouden met de atletieksport. In 1890 doet de vereniging mee aan landelijke atletiekwedstrijden van de Haagsche Cricket Club. Louis Weinthal wint de strijd op de 100 meter en is de beste bij het verspringen.
In 1894 organiseerde de toenmalige speler en voorzitter Jan Stok de eerste internationale atletiekwedstrijden op het Exercitieterrein in Crooswijk. Hierbij vestigde Jan Stok persoonlijk een nieuw Nederlands record in de clubrace.
Korte tijd later organiseert Sparta internationale atletiekwedstrijden ter ere van de opening op 13 augustus van het terrein aan de Binnenweg nabij de Schietbaan. Belgen, Engelsen, Duitsers en Nederlanders betwisten elkaar om de eerste prijs. Jan Stok blinkt weer uit namens Sparta.

#### Atletiek voor voetballers
De overkoepelende N.V.A.B. hield in 1895 op te bestaan. Er werd besloten tot een splitsing. De voetbalsport (N.V.B.) en de atletieksport (N.A.B.) gingen in de verdere toekomst ieder in een aparte bond verder. Hierdoor liep het aantal beoefenaars van beide sporten sterk terug.
Ondanks de scheiding bleef door het toedoen van de heer J. Buskop een band tussen het voetbal en de atletiek bestaan. Hij was vanaf 1900 de voorzitter van de N.A.B., secretaris van Sparta en bestuurslid van de N.V.B. Ondanks de bestuurlijke veranderingen gingen de wedstrijden door.
In 1896 werden Herman de Bij, Willem Reidt en Jan Lorentzen winnaar van het goud, zilver en brons bij wedstrijden in Antwerpen. Het zou niet de laatste keer blijken dat Herman de Bij zich mocht kronen tot regionaal, provinciaal, landelijk en internationaal kampioen.

#### Atletiekunie
De N.A.B. heeft slechts kort bestaan. Zij ging in 1901 op in de door Spartaan Willem Hartmann opgerichte Nederlandsche Atletiek Unie. De N.A.U. hield er strengere regels op na dan de N.A.B. Wie wilde meedoen aan de wedstrijden moest medisch gekeurd worden. Ook diende je een geldige wedstrijdlicentie te hebben.
De aandacht voor de atletieksport loopt door de strenge regels sterk terug. Sparta begint in 1913 onder leiding van Kees van den Ende aan de landelijke opleving van de atletieksport. Met medewerking van kranten en de N.V.B. krijgt hij het voor elkaar. Het blijkt voor de club het begin van zes zeer succesvolle atletiekzomers waarin ruim 100 prijzen zullen worden behaald.

#### Gouden jaren
Een groot deel is behaald door het legendarische estafetteteam bestaande uit Piet Borgh, Tonny van Aken, Piet van den Elburg en Rein van den Heuvel. Atleten die ook individueel veel prijzen wonnen.
Andere namen uit de afdeling atletiek zijn die van Huug de Groot, Frans van der Meulen, Bart Groosjohan, Leen van den Berg, Willem Blonk, Henk Schoonheim, Gijs Maasbommel en Rinus van den Berge. Alle uitslagen werden in deze periode bijgehouden en opgetekend door Kees van den Ende.
Met de komst van Het Kasteel kreeg de atletiek een mooie locatie ter beschikking. De band tussen de N.A.U. en Sparta was in die tijd erg goed. Het bestuurslid Vincent Hendriks deed bijvoorbeeld administratief werk voor de N.A.U.

#### Nationale kampioenschappen
In 1921 organiseerde de N.A.U. samen met de N.V.B. het nationale kampioenschap op Het Kasteel. Sparta, dat in 1917 en 191 landskampioen in de atletiek was geworden, werd tweede achter H.B.S. In 1916 werd Sparta, ondanks een gelijk aantal punten, tweede achter U.D.
Sinds de jaren twintig neemt de atletieksport af. De ouderen beëindigen hun loopbaan en de instroom van jongeren stagneert. Anderen stappen over naar andere clubs. Vanaf 1926 neemt Sparta geen deel meer aan de competitie van de N.A.U. Hierna worden door Sparta en Pro Patria vriendschappelijke atletiekwedstrijden gehouden op Spangen.

## Voetbal

### Zaalvoetbal
De Rotterdamse Voetbal & Atletiek Vereniging “Sparta” is sinds 1972 in het bezit van een afdeling Zaalvoetbal. Het zaalvoetbal wordt gespeeld door veteranen. In de loop der jaren zijn de diverse zaalvoetbalelftallen met enige regelmaat kampioen van hun afdeling geworden.

### Damesvoetbal
In 1896 werden H.V.V. en Sparta door een Londense damesvoetbalclub benaderd voor het spelen van een wedstrijd. Sparta nam de uitnodiging aan en begon met de voorbereiding. Het bondsbestuur was in die tijd echter minder enthousiast over damesvoetbal en de wedstrijd werd verboden.
Ook een proef bij de afdeling Cricket mislukt na korte tijd. Het duurt vervolgens tot in de jaren zeventig voor de dames bij Sparta actief kunnen gaan sporten. Nu Sparta bijna 120 jaar bestaat is het de planning vanaf het seizoen 2008/2009 te beginnen met het aanbieden van het spelen van voetbal aan dames.

### Voetbal (AV)
De organisatorische afsplitsing van het betaald voetbal van de moedervereniging leidde per 14 juni 1976 tot het ontstaan van een amateurvereniging. Het voormalige derde elftal ging verder als het eerste elftal van de moedervereniging. Zoals te doen gebruikelijk diende dit nieuwe team, spelend op Nieuw-Vreelust, binnen de regionale afdeling van de K.N.V.B. te beginnen in de vierde klasse.

#### Veteranen
Veteranen kent de vereniging Sparta sinds de ledenvergadering van 1894. Volgens de definitie uit die tijd was ieder lid boven de 23 jaren een veteraan. Bij Sparta behoren enkele van de oprichters in 1894 tot het eerste veteranenelftal. Het duurt nog tot 1900 voor de eerste veteranen een officiële voetbalwedstrijd spelen in Rotterdam. In voorgaande jaren werden de wedstrijden geregeld volgens het bekende Houtje-touwtjessysteem.
De veteranen van Sparta gaan vanaf 1913 spelen onder de naam Sparta Bronbeek. Voordien werd het veteranenelftal binnen de vereniging betiteld als de Sparta Ruïne. Onder de nieuwe naam spelen de veteranen tal van toernooien en wedstrijden. In de latere jaren gaat Sparta jaarlijks deelnemen aan een van de reguliere competities van de regionale bond.

#### De Landelijke Veteranen Voetbal Competitie
Sinds 2005 maakt het veteranenteam van Sparta officieel deel uit van de Landelijke Veteranen Voetbal Competitie. Vanaf ongeveer 1930 spelen in deze ‘wilde’ competitie uitsluitend teams van de oudste verenigingen van het land hun wedstrijden.
De competitie telt op het moment naast het team van de R.V. & A.V. “Sparta” de volgende 11 deelnemers: A.F.C., Black Devils, Concordia, H.B.S., Hercules, H.F.C., H.V.V., Kampong, Victoria, V.O.C. en Quick.

##### Bekende (oud-)spelers
- Sven van Beek (Jeugd)

## Cricket
De cricketsport werd beoefend vanaf 1888 tot ongeveer 1892. Helaas voor de afdeling Cricket bleek de aandacht voor de in 1893 gestarte afdeling Atletiek en voor het voetbal in die tijd groter bij de leden.
Na de nodige mislukte pogingen wordt de sport nieuw leven in geblazen in 1910.
De aansluiting bij de competitie van de Nederlandse Cricket Bond laat op zich wachten tot het 40-jarig bestaan van de moedervereniging in 1928.
Ook buiten het veld worden in dit jaar verschillende successen geboekt. Het aantal cricketteams stijgt onder de grote belangstelling sterk en Sparta neemt samen met de aloude Rotterdamse concurrent Volharding Olympia Combinatie (V.O.C.) het initiatief tot de oprichting van de Rotterdamse cricketbond. Deze beide Rotterdamse cricketverenigingen starten in 1934 met hun jaarlijkse strijd om de Ingelse-beker. In hetzelfde jaar wordt voor het eerst de jaarlijkse wedstrijd tegen de veteranen van Still Going Strong gespeeld.
Als gevolg van de oorlog wordt de competitie van 1941 niet gespeeld. In 1942 wordt het cricket wederom in een nieuwe opzet hervat. Sparta komt dit seizoen uit in de nieuw gevormde tweede klasse. In 1943 wordt de vereniging kampioen maar de promotie wordt gemist. Direct na de hervatting van de competitie promoveert Sparta in 1946 als kampioen naar de eerste klasse.

#### Eerste klasse

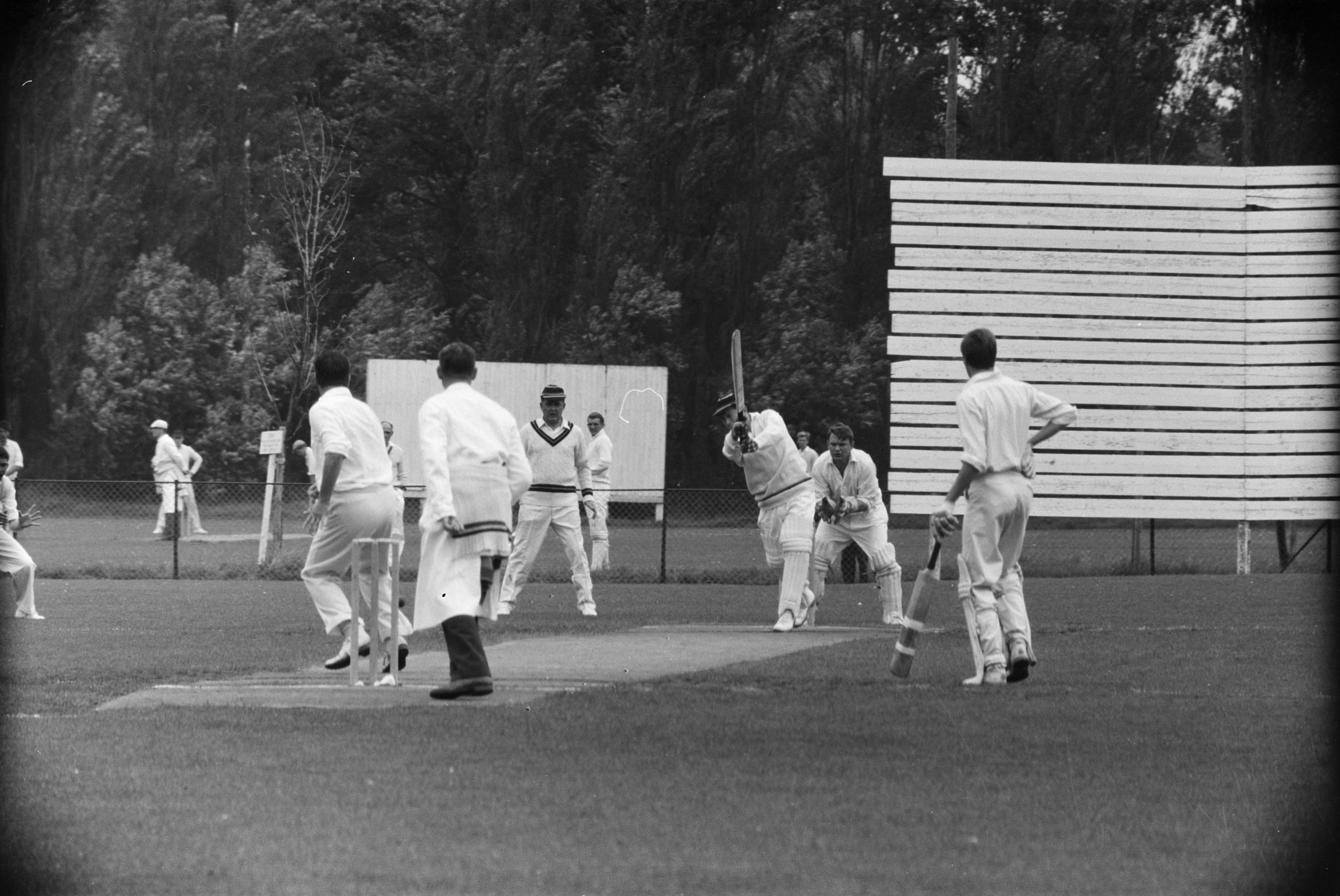
HCC tegen Sparta (1961)

Er volgt een tijd waarin in 1947 op Spangen de eerste cricket interland wordt gespeeld en de eerste Denen in 1948 naar Rotterdam komen om bij Sparta het cricket te gaan beoefenen.
In de volgende jaren blijft Sparta een vaste kracht in de eerste klasse. Dit verandert in 1962 als de afdeling Cricket wordt verdreven van Het Kasteel. De cricketers verhuizen naar het in 1961 gebouwde jeugdterrein Nieuw-Vreelust. In 1979 volgt de promotie naar de hoofdklasse. De verhuizing van Nieuw-Vreelust naar het sportcomplex Couwenhoek in Capelle aan den IJssel vindt plaats in 1987.

### Jaren 1990 en 21e eeuw
Het duurt tot 1991 voor spelers als Colin Jackson, Jan Cees Dommershuijsen, Nolan Clarke en Jan Willem Das als kampioen Sparta weer laten promoveren naar de hoofdklasse.
Enkele mooie jaren breken aan waarin Sparta in 1994 landskampioen wordt. Een seizoen later in 1995 moet een stap terug worden gedaan. In 2001 gevolgd door de degradatie van de eerste klasse naar de overgangsklasse.
Na enkele jaren in de eerste klasse speelt Sparta sinds het kampioenschap van 2007 opnieuw cricket in de landelijke hoofdklasse.

## Rugby
De afdeling Rugby van Sparta is opgericht in 2006. Ondanks de korte geschiedenis maakt dit team twee jaar na de oprichting deel uit van de eerste klasse.
Direct in het eerste seizoen werd het kampioenschap behaald van de derde klasse. In het volgende seizoen werd men wederom kampioen wat promotie naar de eerste klasse betekende. Naast het kampioenschap van de tweede klasse wordt in 2007 de districtsbeker gewonnen.
Sparta is in 2009 via de nacompetitie gepromoveerd naar de landelijke hoofdklasse.

## Jeu de Boules
Jeu de boules wordt op het moment niet in competitieverband gespeeld. De spelers van dit spel kunnen op het moment deelnemen aan de vriendschappelijke toernooien en de onderlinge wedstrijden die in de regio worden georganiseerd.

## Tennis
Sparta heeft vanaf 1921 op haar terrein de beschikking gehad over vier tennisbanen. Deze zijn gedurende vele jaren verhuurd aan eigen leden en aan buitenstaanders die de tennissport wilde beoefenen. Alle banen en de bijbehorende opstallen zijn in de winter van 1944 ten offer gevallen van het nijpende brandstoftekort van de Rotterdamse bevolking.

## Honkbal
Sparta begint in 1942 als eerste club in Rotterdam met het spelen van de zomersport honkbal. Bertus Nederlof en Karel van Vessem zijn de eerste initiators achter deze nieuwe tak van sport binnen de geledingen van Sparta. Tot de spelers uit de eerste jaren behoren Lou Vermast, Frans Wuyts, Piet Verheul en Gerard van Landegem.
De vereniging, die gaat spelen op de bijvelden achter de tribune van Het Kasteel, wordt in 1942 al direct ingedeeld in de derde klasse van de Koninklijke Nederlandse Honkbalbond.

#### Eerste jaren
In 1943 wordt als kampioen gepromoveerd naar de tweede klasse. In de hierop volgende oorlogsjaren wordt Sparta nog diverse malen uitgeroepen tot de beste honkbalclub van de regio Zuid-Holland.
Een grote stap voorwaarts is in 1946 de royale schenking van originele honkbalspullen door algemeen voorzitter Marius Overeijnder. De aanstelling, als eerste officiële honkbaltrainer in Nederland, van Jan Blomvliet in 1948 helpt de honkballers verder vooruit.

#### Middeleeuwen van honkbal
In 1949 wordt de club kampioen van de tweede klasse. Promotie naar de overgangsklasse volgt. In 1954 volgt John Heyt Jan Blomvliet op als trainer. John Heyt krijgt de beschikking over spelers als Beb Strang, Ton Ignatius, Joop Comello, Karel van Vessem, Hans van Dijk, Lou Ignatius en Jo Buizert.
Ondanks diverse pogingen in de volgende jaren duurt het tot 1955 voor Sparta promoveert naar de eerste klasse. Kort na het behalen van dit kampioenschap wordt begonnen met het spelen van de traditionele honkbalwedstrijd tussen Sparta en de Rest van Rotterdam gespeeld. De hoofdklasse bereikt Sparta voor het eerst in 1957.

#### Ontwikkeling van successen
Direct gaat Sparta een woordje meespreken in de hoofdklasse. In 1958 en 1961 wordt de finale om de KNHB-beker weliswaar verloren maar in 1959 en 1960 gaat de beker mee naar Spangen.
Buiten het veld verruilen de honkballers van Sparta in 1961 het veld achter de tribune van Het Kasteel voor een helemaal nieuw aangelegd origineel honkbalveld op het sportcomplex Nieuw-Vreelust. Het is een voorbode van de opzienbarende periode die zal volgen.

#### Het gouden decennium

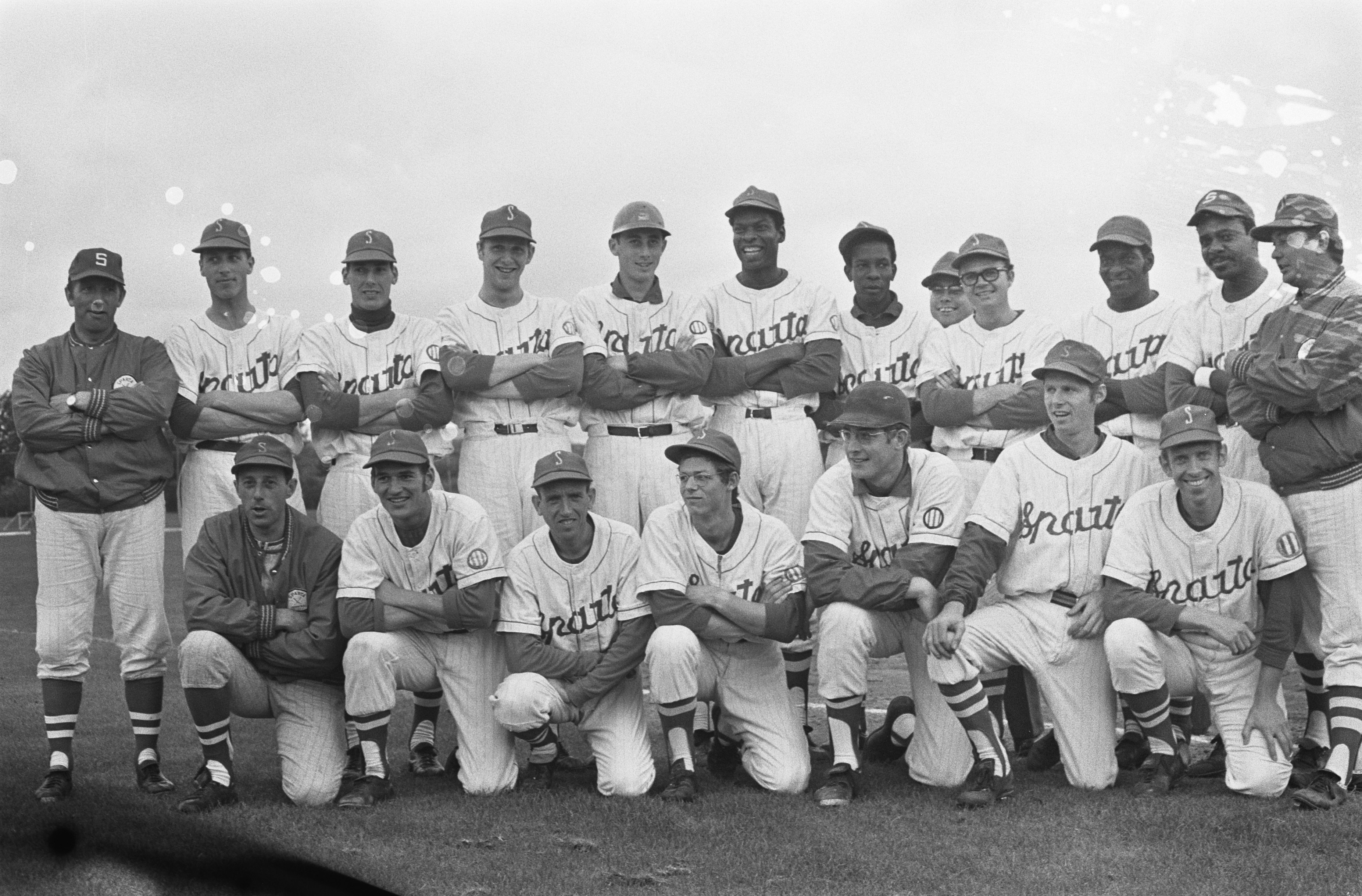
Sparta, landskampioen in 1969

In de periode tussen 1963 en 1974 wordt Sparta onder de bestuurlijke leiding van onder meer Lou Ignatius, Jan Voormolen, Jo Buizert, Piet Luchtmeijer, Jan Evertse, Aad Menheere, Jan le Pair en Karel van Vessem in twaalf seizoenen niet minder dan negen maal landskampioen. Sparta wordt landskampioen in de jaren 1963, 1964, 1966, 1967, 1969, 1971, 1972, 1973 en 1974.
Gedurende dezelfde periode weet het tweede honkbalteam zelfs nog vaker landskampioen te worden. Naast de trainers John Heyt en Henk Hendriks zijn enkele bekende spelers uit deze periode Hamilton Richardson, Hudson John, Simon Arrindell, Theo Witstok, Jose Faneijte, Alfio Troeman, Ben de Brouwer, Ade Fijth, Piet van der Wilk, Hans Augustinus, Fred Beckers, Hans Corpeleyn, Jaap de Koning, John van Westrenen en de broers Harry van den Berg en Ed van den Berg en de Broers Koos van der Mark en John van der Mark.

#### Finale Europacup 1
Opvallend moment in deze periode is de finale van de Europa Cup die Sparta in 1965 speelt. Het is de eerste keer dat een Nederlandse sportvereniging zich weet te plaatsen voor een dergelijke eindstrijd.

#### Sparta bij voor- of tegenspoed
Vanaf halverwege de jaren zeventig krijgen diverse clubs uit andere plaatsen hoge subsidies van de overheid. Door deze concurrentievervalsing verliest de club diverse spelers. Een terugval in prestaties kan na de gedwongen verjonging niet worden voorkomen. De tijdelijk verloren plaats in de hoofdklasse wordt in 1981 opnieuw ingenomen.
Een nieuwe generatie honkballers bestaande uit Marcel Kruyt, Rob Hendriks, Erwin van den Berg, Rob Staub, Eric de Bruin, Jim Hovorka, Adonis Kemp, Frans Dielingen, Richard Kranenburg, Rob Menheere, Maurice Verdaasdonk, Stanley Bautisma, Ruud van Rooyen, Marcel Buurman, Mike Carson en de broers Tony Benningshof en Marcel Benningshof dient zich aan.
De jaren tachtig verlopen, ondanks veelvuldige plaatsing voor de jaarlijkse play-offs, zonder extreme diepte- of hoogtepunten. Hierin komt in 1992 met de degradatie uit de hoofdklasse verandering. Herstel volgt door promotie in 1995.

#### Fusie en uittreding
Door de samenwerking met een andere club en de hieraan gekoppelde verhuizing van alle honkbalopstallen uit Spangen verliest Sparta in 1997 de honkbalafdeling. Na 55 jaar houdt de beoefening van het honkbal onder de vlag van de Rotterdamse Voetbal & Atletiek Vereniging “Sparta” op.

## Softbal

### Softbal voor dames
In 1972 starten enkele Spartaanse dames met goedkeuring en hulp van [Jan Evertse en Jan le Pair] met de beoefening in competitieverband van het spel softbal. In de eerste jaren zijn An Kok en Carla v.d. Werf - de Jong de drijvende krachten. Op het veld lieten de dames regelmatig van zich lieten spreken.

#### Bij wat ook moog’ gebeuren
Na de promotie naar de overgangsklasse in 1976 volgt in 1979 een promotie naar de eerste klasse. Een stapje terug moet noodgedwongen worden gedaan in 1981. Het duurt tot 1987 voor de softbalsters van Sparta terugkeren in de eerste klasse.
In deze klasse blijven de dames tot in 1989 met het kampioenschap op zak wordt gepromoveerd naar de hoofdklasse. Het verblijf hier blijkt kort van duur en in 1990 volgt directe degradatie.
Twee jaar later is ook de degradatie uit de overgangsklasse onvermijdelijk. In 1994 volgt als districtskampioen de promotie naar de landelijke overgangsklasse. De promotie naar de eerste klasse is in 1997 het laatste wapenfeit van de afdeling Softbal voor dames.

#### Fusie en uittreding
De dames van de afdeling Softbal maken sinds 1997 als gevolg van deelname aan een fusie geen deel meer uit van de vereniging Sparta.

### Softbal voor heren
De afdeling Softbal voor dames wordt rondom het eeuwfeest in 1988 met een afdeling voor heren. De heren weten in 1989 direct te promoveren van de derde naar de tweede klasse.
In de jaren 1990, 1991 en 1992 worden zij onafgebroken kampioen van hun afdeling. Maduro en Wim Peitsman weten veelal de laatste punten binnen te slaan. De naam Peitsman is niet geheel onbekend bij Sparta. Zo was er een Cor Peitsman, die honkbal speelde, en Joop Peitsman met cricket. Het algemene softbalkampioenschap van de tweede klasse wordt behaald in 1995, maar promotie blijft uit.

#### Fusie en uittreding
De softballende heren vertrekken, net als de softballende dames en de honkballers, in 1997 door de deelname aan een fusieclub van het sportcomplex van de Rotterdamse Voetbal & Atletiek Vereniging “Sparta”. Hierna werd het herenteam opgeheven.

## Toekomstplannen
De Rotterdamse Voetbal & Atletiek Vereniging “Sparta” streeft er naar om alle teams van de vereniging op het hoogst mogelijke niveau te laten spelen. Een goede relatie met de betaald voetbal organisatie kan het bereiken van dit doel stimuleren. Naast het sportieve aspect speelt de binding met de leden hierbij een belangrijke rol. De Rotterdamse Voetbal & Atletiek Vereniging “Sparta” wil dit proces bespoedigen door open te staan voor het faciliteren van diverse activiteiten, zoals meisjesvoetbal en bijeenkomsten buiten het veld.

## Voetnoten
1. ↑  De Houttuin lag tussen de nog bestaande Nieuwe Haven en de Burgemeester van Walsumweg
2. ↑  Het Oostvestplein bevond zich ter hoogte van de Goudsewagenstraat op wat tegenwoordig de Goudsesingel heet.
3. ↑  Op de plek van het voormalige Van Alkemadeplein ligt tegenwoordig de kruising van de Jonker Fransstraat en de Admiraal de Ruyterweg.
4. ↑  Artikel van René Schouten op itwm.nl
5. ↑  Verklaring van Jan Wolff in het gedenkboekje ter gelegenheid van het behalen van het afdelingskampioenschap in 1925
6. ↑  Verklaring van mede-oprichter H.C. Dupont in De Spartaan
7. ↑  Zie dagrapportages politie Rotterdam jaargang 1888 uit Gemeentearchief Rotterdam
8. ↑  Schrift bevattende ontvangen brieven en briefkaarten uit de periode 1888-1891
9. ↑  Op de plek van De Heuvel bevindt zich tegenwoordig de ingang van de Maastunnel.